# Jenaro Prieto
Jenaro Osvaldo Prieto Letelier (Santiago, 5 de agosto de 1889-Santo Domingo, 5 de marzo de 1946) fue un abogado, periodista y escritor chileno. Pese a ser poco fecundo, continúa vigente en la memoria literaria, principalmente gracias a El socio, su novela más famosa —cuenta con seis adaptaciones cinematográficas internacionales— que aún forma parte de los planes de lectura obligatoria de la enseñanza secundaria chilena.

## Primeros años de vida
Hijo de Jenaro Prieto Hurtado y María Letelier Valdés, nieto de Joaquín Prieto Warnes y bisnieto del presidente José Joaquín Prieto, estudió en el Colegio de los Padres Franceses de Santiago y después siguió Leyes en la Universidad de Chile. Aunque se recibió de abogado —su memoria se tituló El hipnotismo ante el Derecho —, nunca ejerció.
Contrajo matrimonio con doña Elvira Vial Infante, con quien tuvo 7 hijos.

## Vida pública
Su obra es una reflexión sobre la sociedad chilena de su época, la primera mitad del siglo XX.
Fue un agudo observador de la idiosincrasia chilena, y en sus ensayos transmitió con un humor excepcional sus reflexiones críticas acerca de los gobiernos, la sociedad y la contingencia de su tiempo. Durante 31 años consagró su pluma al periodismo, destacándose como uno de los autores más incisivos y directos de su época. Su estandarte fue siempre “decir la verdad con una sonrisa”; así, desde la sátira, logró divulgar magistralmente sus certeras apreciaciones sobre la sociedad santiaguina.
Como periodista, trabajó durante treinta años en el periódico El Diario Ilustrado, donde firmaba sus crónicas con la letra P. En 1925 publicó una recopilación de su primera década de labor periodística: Pluma en ristre; una segunda antología apareció en 1930, bajo el título Con sordina. 
A partir de la segunda mitad de la década de 1920 inició su producción literaria. En 1926 publicó, con buena recepción de la crítica, la novela Un muerto de mal criterio, y dos años más tarde, su obra más conocida, El socio. 
Esta novela ha tenido seis adaptaciones internacionales al cine:  The Mysterious Mr. Davis, realizada en Inglaterra por Claude Autant-Lara (1936); Il socio invisibile (1939); Consultaré a Mister Brown (España, 1946), El socio (México, 1946); L'associé (Francia, 1979), protagonizada por Michel Serrault, y The Associate (1996), de Donald Petrie. Este director la convirtió en una comedia para Whoopi Goldberg y se distribuyó en España con el título de Cómo triunfar en Wall Street y de La socia principal o La socia en Hispanoamérica.

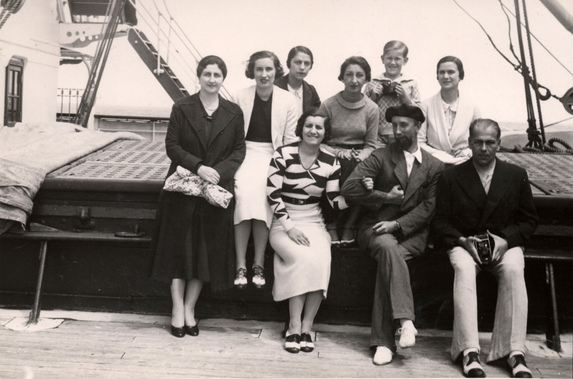
Jenaro Prieto, de boina negra, en una foto grupal de año desconocido.

Convertido en un personaje muy conocido, fue impulsado a iniciar una carrera política. En 1932, respaldado por la campaña Hágame la cruz y llegaré al Congreso, ganó por amplia mayoría un diputación por Santiago en representación del Partido Conservador. Sin embargo, su desempeño no fue el esperado, pues no logró conciliar sus intereses con este nuevo cargo. Curiosamente, en sus artículos de esa época nunca hizo referencia sobre lo observado en la Cámara de Diputados. 

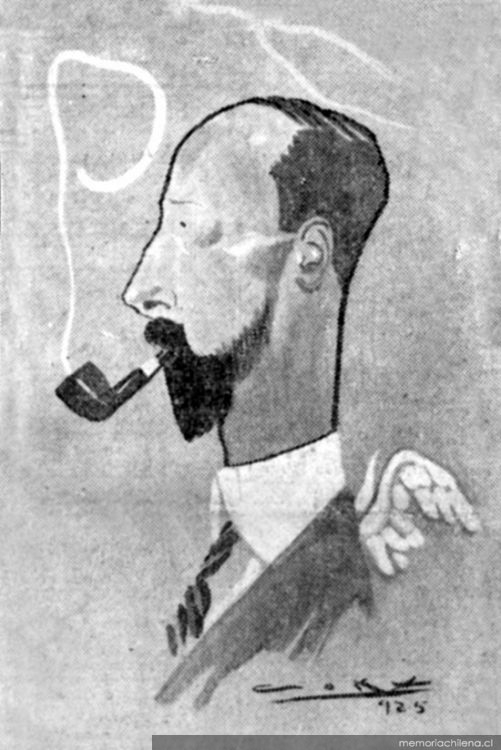
Caricatura de Jenaro Prieto, realizada por Jorge Délano ("Coke") en 1925.

Su labor en El Diario Ilustrado duró hasta el mismo día de su muerte, ocurrida el 5 de marzo de 1946, en su casa ubicada en el fundo El Convento. Días después, su esposa, Elvira Vial, encontraría una carta en la que el escritor presentaba para esa misma fecha su jubilación formal al director del diario. Este documento lo había redactado la noche anterior a su fallecimiento. 
Los libros póstumos que se publicaron fueron: Humo de pipa (1955), una selección de los mejores artículos escritos por él a lo largo de su trayectoria periodística; La casa vieja (1965), novela excepcional dentro de su narrativa, puesto que es una obra personal, en la que el escritor evoca su pasado familiar e historia personal; y otro libro compilatorio, titulado Antología humorística (1973). En 2016 fue publicada su única novela inédita, Así pasó el diablo, recuperada en 2004 por Cedomil Goic de sus escritos donados por su familia a la Pontificia Universidad Católica de Chile.
A fines de 2006 fue publicada una nueva selección de sus artículos, titulada En Tontilandia..., nombre burlesco con el que se refiere a Chile en su irónica columna.

## Obra
- Pluma en ristre, humor periodístico, 1925.
- Un muerto de mal criterio, novela, 1926.
- El socio, novela, 1928.
- Con sordina, selección de artículos, 1930.
- Humo de Pipa, selección de artículos, 1955.
- La Casa Vieja, memorias, crónicas y documentos, 1957.